# Мали на летних Олимпийских играх 1992
Мали принимала участие в Летних Олимпийских играх 1992 года в Барселоне (Испания) в седьмой раз за свою историю, но не завоевала ни одной медали. Сборную страны представляли 5 спортсменов: 3 мужчин и 2 женщины.
- Лёгкая атлетика
  - Усман Диарра — бег на 100 м и 200 м (мужчины)
  - Фанта Дао — бег на 400 м (женщины)
  - Манда Кануте — бег на 200 м (женщины)
- Дзюдо:
  - Мамаду Кулибали
  - Абдул Кадер Дабо